# Zahorecz Krisztián
Zahorecz Krisztián (Szarvas, 1975. október 28. – 2019. december 21.) magyar labdarúgó, posztját tekintve hátvéd.

## Pályafutása
Szülővárosban kezdte a labdarúgást, majd még több alsó osztályú együttes színeiben játszott. A Nagykanizsai Olajbányász SE csapatában lépett pályára először NB I-es mérkőzésen, 1999. augusztus 13-án a Vác FC ellen 4–3-ra megnyert bajnokin, ahol kezdőként 90 percet játszott. Még ebben a szezonban megszerezte első gólját is szeptember 18-án, a DVTK ellen 1–1-re végződött találkozón. Nagykanizsán 2 évig volt a csapat tagja, ebből fél évet kölcsönben a Debreceni VSC-nél töltött.
Az NB I után másodosztályú csapatokban szerepelt, amelyek nem értek el kimagasló sikert, rendre a középmezőnyben végeztek.
2004-ben az NB I-be frissen feljutott Kaposvárhoz igazolt, ahol a védelem egyik alapemberévé vált és gólerős játékot mutatott. A büntetőrúgások elvégzése is sokszor rá hárul. Máté Péter távozása után a csapat kapitánya is lett.
2009 júniusában kétéves szerződéshosszabbítást írt alá.
2009. augusztus 8-án pályafutása során első alkalommal mesterhármast ért el a ZTE ellen.
Pályafutása során a magyar élvonalban 202 alkalommal lépett pályára és 37 alkalommal volt eredményes. A Kaposvári Rákóczi színeiben, amelynek 2004 és 2012 között volt a labdarúgója, 169 bajnoki mérkőzése szerepelt, ezzel a klub örökranglistáján a második helyen szerepel Oláh Lóránt mögött. Pályafutása utolsó éveiben a Baja, majd a megyei osztályban szereplő Somogyjád játékosa volt.

## Halála
2019. decemberében hosszan tartó, súlyos betegség következtében hunyt el, 44 éves korában.

## Sikerei, díjai
A legjobb helyezése a Rákóczival 2008-ban elért 6. hely.